# تاتیانا سیدورووا
تاتیانا سیدورووا (روسی: Татьяна Александровна Сидорова؛ زادهٔ ۲۵ ژوئیهٔ ۱۹۳۶) اسکیت‌باز سرعت اهل روسیه است.